# Duppigheim
 Duppigheim (en alsacià Díppje) és un municipi francès, situat a la regió del Gran Est, al departament del Baix Rin. L'any 2006 tenia 1.735 habitants.
Forma part del cantó de Molsheim, del districte de Molsheim i de la Comunitat de comunes de la Regió de Molsheim-Mutzig.

## Demografia
| 1962 | 1968 | 1975  | 1982  | 1990  | 1999  |
| ---- | ---- | ----- | ----- | ----- | ----- |
| 917  | 973  | 1.172 | 1.294 | 1.357 | 1.494 |

## Administració
| Període | Identitat       | Partit |
| ------- | --------------- | ------ |
| 2001-   | Adrien Berthier |        |